# Chuyến bay 427 của USAir
Chuyến bay 427 của USAir là chuyến bay theo lịch trình từ sân bay quốc tế Chicago O'Hare đến sân bay quốc tế West Palm Beach ở Florida, điểm dừng ở sân bay quốc tế Pittsburgh. Vào thứ 5, ngày 8 tháng 9 năm 1994, chiếc máy bay Boeing 737-300 đang bay trên tuyến này đã bị rơi khi tiếp cận đường băng 28R của sân bay quốc tế Pittsburgh, nằm ở xã Findlay, quận Allegheny, Pennsylvania, lúc đó là trung tâm lớn nhất của hãng.
Sau cuộc điều tra dài nhất trong lịch sử của Ủy ban An toàn Giao thông Quốc gia (NTSB), người ta đã xác định rằng nguyên nhân có thể xảy ra là do bánh lái của máy bay bị trục trặc và đi thẳng theo hướng ngược lại với điều khiển của phi công, khiến máy bay bị ngưng trệ khí động học mà các phi công không thể phục hồi. Tất cả 132 người trên máy bay đã thiệt mạng. Đây là vụ tai nạn tồi tệ nhất trong lịch sử bang Pennsylvania.

## Máy bay
Boeing 737-3B7, đăng ký N513AU và trước đó đã được đăng ký là N382AU. Máy bay được giao vào ngày 24 tháng 9 năm 1987 và được trang bị hai động cơ CFM56-3B2. Chiếc 737 đã thực hiện khoảng 18.800 giờ bay trước khi gặp nạn.

## Phi hành đoàn
Cơ trưởng Peter Germano (45 tuổi), được USAir nhận vào tháng 2 năm 1981 và cơ phó Charles B. "Chuck" Emmett III (38 tuổi), được nhận vào tháng 2 năm 1987 bởi Piedmont Airlines (đã sáp nhập vào USAir năm 1989). Cả hai đều được coi là phi công xuất sắc và rất có kinh nghiệm: cơ trưởng Germano đã tích lũy khoảng 12.000 giờ bay (bao gồm 4.064 trên chiếc 737), trong khi cơ phó Emmett tích lũy 9.000 giờ bay, (3.644 giờ trên chiếc 737). Tiếp viên hàng không Stanley Canty và April Slater được nhận vào năm 1989 bởi Piedmont Airlines. Tiếp viên Sarah Slocum-Hamley được USAir nhận vào tháng 10 năm 1988.

## Tai nạn
Trong thời gian đến Pittsburgh, Chuyến bay 427 đã được cất cánh sau chuyến bay 1083 của Delta Air Lines, một chiếc Boeing 727-200. Chuyến bay 427 đang tiếp cận ở độ cao 6.000 feet (1.800 m), ở cấu hình nắp 1 và ở khoảng 190 hải lý.
Vào lúc 19:02:57 tối, chiếc máy bay bước vào cơn sóng đánh thức của Delta 727, nó được xâu chuỗi phía sau. Và có 3 tiếng nổ bất ngờ, tiếng bấm và tiếng nổ lớn hơn, sau đó chiếc 737 bắt đầu ngưng trệ và lăn sang trái. Khi máy bay bị đình trệ, Germano đã thốt lên "giữ" nhiều lần, trong khi Emmett, dưới sự nỗ lực thể chất, nói: "Oh shit!" Cơ trưởng Germano kêu lên: "Cái quái gì thế này?"  Khi kiểm soát không lưu nhận thấy chuyến bay 427 giảm dần mà không được phép, cơ trưởng Germano đã khóa mic và nói: "427, khẩn cấp!" Mic được khóa trong phần còn lại của sự kiện, dẫn đến những câu cảm thán trong buồng lái được nghe thấy. Chiếc 737 tiếp tục lăn trong khi chĩa mũi xuống đất, tại thời điểm chống lại lực G tăng mạnh, Germano hét lên "kéo" ba lần liên tiếp trước khi la hét, trong đó Emmett tuyên bố "Chúa, không!" vài giây trước khi va chạm. Ở tư thế hất mũi 80 độ, nghiêng trái 60 độ và bay với tốc độ khoảng 300 dặm/giờ (480 km/h), chiếc 737 đâm sầm xuống đất và phát nổ lúc 19:03:25 tại thị trấn Hopewell, hạt Beaver, gần Aliquippa. Vụ tai nạn bất ngờ đã giết chết 127 hành khách và 5 thành viên phi hành đoàn

## Điều tra

Vị trí vụ tai nạn chuyến bay 427, ảnh chụp ngày 10 tháng 3 năm 2018

Uỷ ban An toàn Giao thông Quốc gia Hoa Kỳ (NTSB) điều tra vụ tai nạn. Lần đầu tiên trong lịch sử NTSB, các nhà điều tra được yêu cầu mặc trang phục sinh học toàn thân trong khi kiểm tra vị trí tai nạn. Do mức độ thảm khốc của vụ va chạm, toàn bộ thi thể của hành khách và phi hành đoàn không còn nguyên vẹn, các vệt máu bắn tung tóe. Các nhà điều tra hàng đầu tuyên bố địa điểm này là một mối nguy sinh học, cần 2.000 túi cho 6.000 phần thi thể xác nạn nhân thiệt mạng. USAir gặp khó khăn trong việc xác định danh sách những người của chuyến bay 427, đối mặt với sự nhầm lẫn liên quan đến 5 hoặc 6 hành khách. Một số nhân viên của Bộ Năng lượng Hoa Kỳ đã có vé để thực hiện các chuyến bay sau đó, nhưng đã sử dụng chúng để bay trên chuyến bay 427. Một trẻ nhỏ không được bán vé. Trong số 127 hành khách trong vụ tai nạn được ghi nhận là nhà thần kinh học người Đức Walter Heiligenberg.
Cả CVR và FDR đều được phục hồi và sử dụng để điều tra. Do các thông số hạn chế được ghi lại bởi FDR, các nhà điều tra đã không có quyền truy cập vào vị trí của các bề mặt điều khiển chuyến bay (bánh lái, máy bay, thang máy, v.v.) cho vụ tai nạn. Tuy nhiên, hai thông số được FDR ghi lại là rất quan trọng, một là tiêu đề của máy bay, hai là vị trí ách kiểm soát độ cao. Trong quá trình tiếp cận, chuyến bay 427 gặp sóng gió đánh thức từ Delta 1083. Tiêu đề đột ngột thay đổi ngay trước khi các nhà điều tra lặn chỉ ngay lập tức đến bánh lái. Do không có vị trí bàn đạp bánh lái từ dữ liệu, các nhà điều tra đã phải xác định xem bánh lái có di chuyển khó khăn do trục trặc hoặc do lệnh phi công hay không. Chính điều này đã dẫn đến việc CVR được xem xét kỹ lưỡng hơn so với hầu hết các bản ghi âm khác vì các tuyên bố và hơi thở của các phi công có khả năng nói với các nhà điều tra nếu họ đang chiến đấu để kiểm soát một trục trặc của bánh lái hoặc vô tình dẫm lên bàn đạp bánh lái sai trong lúc nhiễu loạn. Boeing cảm thấy cái sau có nhiều khả năng hơn, trong khi USAir và Pilot's Union cảm thấy cái trước có nhiều khả năng hơn. FDR tiết lộ rằng sau khi máy bay bị đình trệ, nó cùng với phi hành đoàn và hành khách phải chịu tải trọng 4  g trong suốt chuyến lặn cho đến khi va chạm với mặt đất trong thái độ hất mũi 80 độ ở khoảng 300 mph dưới sidelip đáng kể. 
Đọc dữ liệu ách điều khiển từ FDR cho thấy các phi công đã mắc một lỗi nghiêm trọng bằng cách kéo lại ách điều khiển trong suốt quá trình lặn với thanh rung lắc có thể nghe thấy trên CVR từ khi bắt đầu lặn. Điều này đã nâng góc tấn công của máy bay, loại bỏ tất cả quyền hành của máy bay, ngăn chặn sự phục hồi từ cuộn do bánh lái gây ra và gây ra một gian hàng khí động học. Bởi vì máy bay đã rơi vào một vết trượt, kéo lại ách chỉ làm cho góc ngưng trệ thêm trầm trọng. Các phi công thử nghiệm của Boeing đã tái hiện hành trình chết người trong cả thiết bị mô phỏng, cũng như thử nghiệm 737-300 bằng cách bay các thông số tương tự trên tai nạn FDR, và thấy rằng sự phục hồi từ bánh lái bị lệch hoàn toàn khi bay ngang, ở mức 190 nút tốc độ chéo, được thực hiện bằng cách xoay bánh xe sang hướng ngược lại của cuộn, và không kéo lùi ách để lấy lại quyền lực của aileron. FAA sau đó nhận xét rằng CVR đã chứng minh rằng các phi công đã không sử dụng quản lý tài nguyên phi hành đoàn đúng cách trong lúc buồn bã, trong khi tiếp tục áp dụng thang máy đầy đủ sau khi nhận được cảnh báo ngừng hoạt động. NTSB nhận xét rằng không có hãng hàng không nào từng đào tạo phi công về kỹ thuật phục hồi thích hợp cho tình huống mà các phi công gặp phải và các phi công chỉ mất 10 giây từ khi bắt đầu lăn bánh để khắc phục sự cố trước khi phục hồi máy bay là không thể.

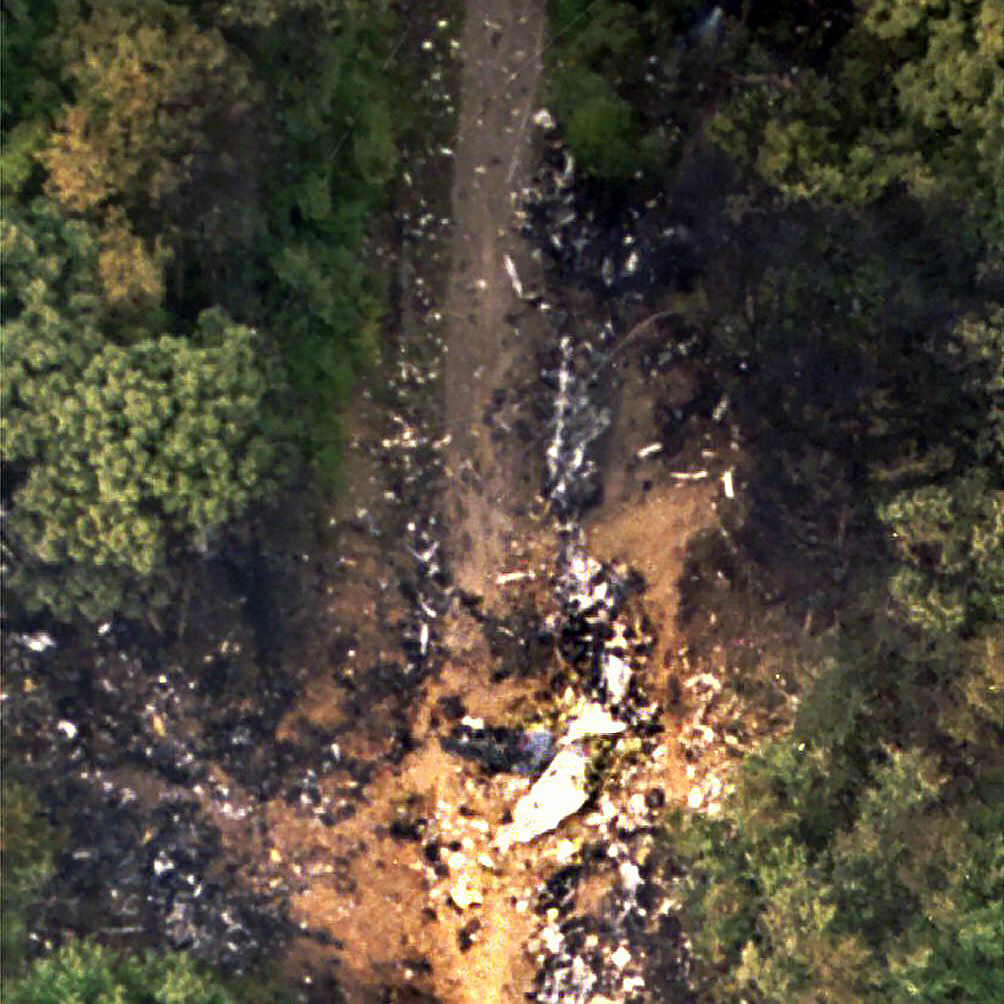
Chiếc 737 vỡ thành từng mảnh nhỏ sau khi đâm xuống đất

Các nhà điều tra sau đó phát hiện ra rằng bộ phận điều khiển công suất bánh lái bị thu hồi nhạy hơn nhiều so với các bài kiểm tra băng ghế so với các đơn vị mới như vậy. Cơ chế chính xác của sự cố liên quan đến van servo, vẫn không hoạt động và lạnh trong phần lớn chuyến bay ở độ cao lớn, bị giữ lại sau khi được bơm chất lỏng thủy lực nóng đã hoạt động liên tục trong suốt máy bay. Tình trạng cụ thể này xảy ra trong ít hơn 1% các thử nghiệm trong phòng thí nghiệm, nhưng đã giải thích sự cố trục bánh lái khiến chuyến bay 427 gặp sự cố. Vụ kẹt không để lại dấu vết bằng chứng sau khi nó xảy ra và một kỹ sư của Boeing sau đó phát hiện ra rằng kẹt trong điều kiện được kiểm soát này cũng có thể dẫn đến việc trượt di chuyển theo hướng ngược lại so với chỉ huy. Trước vấn đề này, Boeing cảm thấy rằng kết quả thử nghiệm không phải là thế giới thực và không thể áp dụng do các thái cực mà van đã được thử nghiệm. Boeing tuyên bố rằng sự đảo chiều của bánh lái có nhiều khả năng là tâm lý, giống như ví dụ khi một con người hoảng loạn và có ý định đạp phanh trong một tai nạn ô tô, nhưng vô tình nhấn vào bàn đạp ga thay vì đạp phanh. Quan điểm chính thức của FAA là không có đủ bằng chứng cho nguyên nhân có thể xảy ra do lỗi hệ thống bánh lái.

Sau cuộc điều tra tai nạn dài nhất trong lịch sử NTSB (kéo dài hơn 4 năm rưỡi), NTSB đã công bố báo cáo cuối cùng vào ngày 24 tháng 3 năm 1999. NTSB kết luận rằng vụ tai nạn là do lỗi cơ học:
Ủy ban An toàn Giao thông Quốc gia xác định rằng nguyên nhân có thể xảy ra trong vụ tai nạn chuyến bay 427 là do mất kiểm soát máy bay do sự di chuyển của bề mặt bánh lái đến giới hạn xả đáy của nó. Bề mặt bánh lái rất có thể bị lệch theo hướng ngược lại với hướng dẫn của các phi công do bị kẹt của bộ phận điều khiển công suất điều khiển van bánh lái chính đến vỏ van điều khiển bù từ vị trí trung tính của nó và trượt quá mức của nắp trượt chính. 

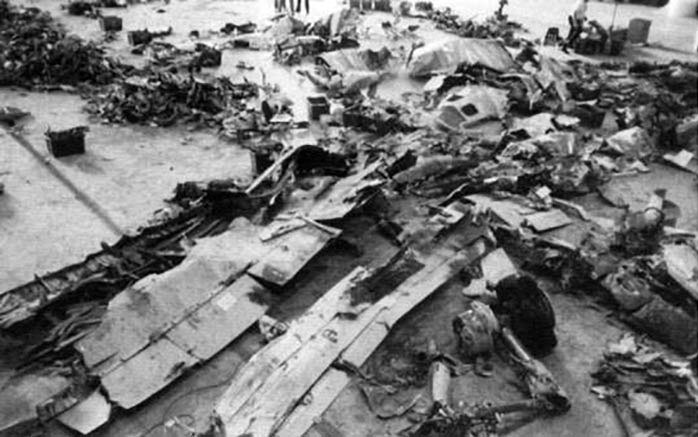
Mảnh vỡ chiếc 737 đang được kiểm tra

NTSB kết luận rằng các sự cố bánh lái tương tự đã gây ra vụ tai nạn bí ẩn ngày 3/3/1991 trước đó của Chuyến bay 585 của United Airlines và sự cố ngày 9 tháng 6 năm 1996 liên quan đến chuyến bay 517 của Eastwind Airlines, cũng một chiếc Boeing 737-200.  Báo cáo cuối cùng cũng bao gồm các phản hồi chi tiết về lập luận của Boeing về nguyên nhân của 3 vụ tai nạn.

### Hậu quả
Vào thời điểm xảy ra vụ tai nạn, chuyến bay 427 là tai nạn thảm khốc thứ hai liên quan đến một Boeing 737 (tất cả các dòng); tính đến năm 2019, hiện tại nó được xếp hạng là tai nạn chết chóc thứ 9. Đây cũng là thảm họa hàng không tồi tệ thứ bảy trong lịch sử Hoa Kỳ và là thảm họa tồi tệ nhất ở Hoa Kỳ liên quan đến 737. Tính đến năm 2019, nó đứng thứ 11. Vụ tai nạn đánh dấu vụ tai nạn thứ năm của USAir trong giai đoạn từ 1989 đến 1994. Bang Pennsylvania đã chi khoảng 500.000 đô la để phục hồi và dọn dẹp cho khu vực xảy ra tai nạn.
FAA không đồng ý với phán quyết về nguyên nhân có thể xảy ra của NTSB và Tom McSweeney, giám đốc chứng nhận máy bay của FAA, đã đưa ra một tuyên bố vào cùng ngày được đưa ra với nội dung: "Chúng tôi tin rằng, chúng tôi đã nghiên cứu máy bay này và hệ thống bánh lái này, rằng các hành động chúng tôi đã thực hiện đảm bảo mức độ an toàn tương xứng với bất kỳ máy bay nào. "
Tuy nhiên, FAA đã thay đổi thái độ sau khi một lực lượng đặc nhiệm, Ủy ban Đánh giá và Kiểm tra Kỹ thuật, báo cáo vào tháng 7 năm 2000 rằng họ đã phát hiện 46 lỗi và kẹt trong hệ thống bánh lái 737 có thể gây ra hậu quả thảm khốc. Tháng 9 năm 2000, FAA tuyên bố rằng họ muốn Boeing thiết kế lại bánh lái cho tất cả các lần lặp của 737, trong đó chỉ có hơn 3.400 ở Mỹ.
USAir đã đệ trình lên NTSB rằng các phi công sẽ được huấn luyện liên quan đến tốc độ và khả năng phục hồi của máy bay khi bị lệch bánh lái hoàn toàn. Do đó, các phi công đã được cảnh báo và huấn luyện cách đối phó với cơ quan phi công với tốc độ dưới 190 hải lý/giờ (352 km/h), trước đây là tốc độ tiếp cận thông thường đối với một chiếc 737. Boeing cho rằng nguyên nhân rất có thể của vụ tai nạn là do phi công phụ đã vô tình làm chệch hướng bánh lái cứng không đúng hướng trong khi hoảng loạn và không rõ lý do duy trì đầu vào này cho đến khi va chạm với mặt đất. Boeing đã đồng ý thiết kế lại hệ thống điều khiển bánh lái với một bản sao lưu dự phòng và trả tiền cho việc trang bị thêm cho toàn bộ phi đội 737 trên toàn thế giới. Là một trong những khuyến nghị chính của NTSB, các hãng hàng không được yêu cầu bổ sung bốn kênh thông tin bổ sung - lệnh điều khiển bàn đạp bánh lái - vào máy ghi dữ liệu chuyến bay, mà FAA đã cho các hãng hàng không cho đến tháng 8 năm 2001 để tuân thủ. Năm 2016, cựu điều tra viên John Cox tuyên bố rằng thời gian cho đến nay đã chứng minh NTSB chính xác trong phát hiện của họ do không có sự cố đảo ngược bánh lái kể từ khi thiết kế lại của Boeing.
Sau phản ứng của hãng hàng không đối với vụ tai nạn chuyến bay 427, Quốc hội Hoa Kỳ yêu cầu các hãng hàng không xử lý nhạy cảm hơn với gia đình các nạn nhân vụ tai nạn. USAir đã ngừng sử dụng số hiệu 427. Chuyến bay 427 là vụ tai nạn thảm khốc thứ hai của USAir chỉ sau 1 tháng, chuyến bay kia là chuyến bay 1016 của USAir tại sân bay Charlotte-Douglas vào tháng 7 năm 1994. Các vụ tai nạn đã góp phần vào cuộc khủng hoảng tài chính mà USAir đang gặp phải vào thời điểm đó.

## Mô phỏng
Chuyến bay 427 của USAir - Mô phỏng tai nạn (https://www.youtube.com/watch?v=O5pfo0D2b_s)

### Sự cố tương tự
- Chuyến bay 585 của United Airlines
- Chuyến bay 517 của Eastwind Airlines
- Chuyến bay 1 của American Airlines
- Chuyến bay 85 của Northwest Airlines
- Chuyến bay 587 của American Airlines
- Chuyến bay 8501 của Indonesia AirAsia